# Stopa rezerwy obowiązkowej
Stopa rezerwy obowiązkowej (ang. required reserve ratio, RRR) – miernik kwoty rezerwy obowiązkowej, jaką banki komercyjne są zobowiązane wpłacić do banku centralnego (w Polsce jest nim NBP) w celu zabezpieczenia ich wypłacalności (banków komercyjnych). W zależności od tego, jaki jest wskaźnik rezerwy obowiązkowej bank centralny decyduje o tym jaka jest podaż pieniądza. Stopa rezerwy obowiązkowej może być naliczana od wkładów złotowych płatnych na żądanie, od wkładów złotowych – terminowych, wkładów w walutach obcych płatnych na żądanie i od wkładów terminowych w walutach obcych.
Zakładając, że stopa rezerwy obowiązkowej wynosi 5%, bank komercyjny jest zobowiązany z każdych 100 zł zdeponowanych w banku przekazać na depozyt w banku centralnym 5 zł, reszta może posłużyć na cele kredytowe. W ten sposób do obiegu trafia 95 zł (100−5), które mogą zostać ponownie zdeponowane. Gdyby bank centralny zwiększył stopę rezerw do 6%, to bank komercyjny wpłaciłby na depozyt do banku centralnego 6 zł, a na cele kredytowe pozostałoby 94 zł.
W Polsce stopa rezerwy obowiązkowej wynosi 3,5%. Jeżeli w banku A została zdeponowana kwota 1 000 000 zł, to bank A wpłaca do banku centralnego jako rezerwę obowiązkową 1 000 000 * 3,5% = 35 000 zł i może udzielić kredytu w wysokości 1 000 000 * 96,5% = 965 000 zł. Zakładając, że kredytobiorca płaci za towar lub usługę wpłacając całą tę kwotę do banku B, wtedy w banku B pojawia się depozyt na kwotę 965 000 zł. Bank B wpłaca jako rezerwę obowiązkową kwotę 965 000 * 3,5% = 33 775 zł, a resztę czyli 931 225 zł przeznacza na udzielenie kredytu. Kwota trafia do banku C jako depozyt i znów zostaje przeznaczona na udzielenie kredytu w kwocie 931 225 * 96,5%. itd. Jeśli ten proces powtórzymy aż do wyczerpania kwoty początkowego depozytu, to depozyt początkowy 1 000 000 zł trafi w całości do banku centralnego jako rezerwa obowiązkowa, a łączna kwota kredytów, które zostaną udzielone przez banki komercyjne wyniesie 28 570 000 zł. Nie ma tu znaczenia czy któryś z banków powtórzy się w procesie. Stosunek kwoty udzielonych kredytów do kwoty początkowego depozytu nazywa się współczynnikiem kreacji depozytu lub mnożnikiem kreacji pieniądza i jest odwrotnością stopy rezerwy obowiązkowej. Dla obowiązującej w Polsce stopy rezerwy obowiązkowej 3,5% mnożnik kreacji pieniądza wynosi 3,5%−1 ≈ 28,57. W uproszczeniu oznacza to, że banki komercyjne mogą wykreować 28,57 razy więcej pieniędzy niż wyemitował bank centralny, naliczając odsetki od pożyczonych kredytobiorcom pieniędzy, których 96,5% faktycznie nigdy nie miały.
Bank centralny może sterować podażą pieniądza poprzez zwiększanie stopy rezerw, co spowoduje zmniejszenie podaży pieniądza lub poprzez zmniejszanie stopy rezerw, co w efekcie zwiększy podaż pieniądza. Zmniejszenie stopy rezerw obniża bezpieczeństwo systemu bankowego.

## Mnożnik kreacji pieniądza
W pewnym uproszczeniu mnożnik kreacji pieniądza jest odwrotnością stopy rezerwy obowiązkowej. Zmieniając stopę rezerwy obowiązkowej bank centralny może wpływać na wielkość podaży pieniądza. Im mniejsza stopa rezerwy obowiązkowej, tym więcej pieniądza mogą wykreować banki komercyjne poprzez zwiększenie swojej akcji kredytowej. Przykładowo, jeśli bank centralny zmniejszy stopę rezerwy obowiązkowej z 5% na 4%, to może skutkować to zwiększeniem podaży pieniądza o 25% (mnożnik kreacji pieniądza zwiększy się z 20 do 25).

## Wysokość stopy rezerwy obowiązkowej
Wysokość stopy rezerw obowiązkowych w Polsce ustala Rada Polityki Pieniężnej NBP. Od 31 października 2003 r. stopa rezerwy obowiązkowej wynosiła 3,50% dla wszystkich rodzajów depozytów. W maju 2009 r. została obniżona do 3%. Od 31.12.2010 r. stopa rezerwy obowiązkowej została podwyższona do 3,50%. W obliczu kryzysu gospodarczego wywołanego pandemią Rada Polityki Pieniężnej obniżyła podstawową stopę rezerwy obowiązkowej od 0,5% począwszy od 30 kwietnia 2020 roku. W październiku 2021 roku Rada Polityki Pieniężnej zdecydowała o podwyższeniu podstawowej stopy rezerwy obowiązkowej do poziomu 2,0 % (począwszy od 30 listopada 2021 r.), co było jednym z elementów normalizacji polityki pieniężnej. Od 31 marca 2022 roku stopa rezerwy obowiązkowej jest na poziomie 3,5%.
W 1990 roku stopa rezerwy obowiązkowej wynosiła 30%.
Od 30 września 2003 r. wszystkie banki pomniejszają naliczoną rezerwę obowiązkową o równowartość 500 tys. euro. Środki rezerwy obowiązkowej od 1 maja 2004 r. są oprocentowane. 
Zróżnicowanie stopy rezerwy obowiązkowej jest duże, zarówno pomiędzy krajami, jak i w czasie. W dużym stopniu wielkość stopy rezerw zależy od stabilności systemu bankowego (czym większe zagrożenie dla stabilności systemu bankowego, tym stopy rezerw są większe). Są kraje, które obecnie ustaliły te stopy na wysokim poziomie (np. Chiny 20,5%, Brazylia 20%, Hongkong 18%), są takie o niskich stopach (np. Czechy i Węgry 2% czy strefa euro 1%), ale są też kraje, w których nie określa się wielkości stopy rezerwy obowiązkowej, np. Australia (od 1988 r.), Kanada (od 1992 r.), Nowa Zelandia (od 1999 r.) czy Szwecja. Natomiast Wielka Brytania zmniejszała stopy rezerwy obowiązkowej z 20,5% w 1968 r. do 15,9% w 1978, 5,0% w 1988 i 3,1% w 1998 r. 